# Подорожі лорда Сітона до семи планет
«Подорожі лорда Сітона до семи планет» — романтичний утопічний роман Марі-Анн де Рум'є-Робер 1765 року. У формі літератури про подорожі Сонячною системою цей роман звертається до інноваційних для того часу феміністичних тем у науковій фантастиці.

## Огляд
Марі-Анн Робер описує подорож, здійснену героїнею Моніме під керівництвом генія на ім'я Закієль. Ця початкова подорож, яка приведе її в космос, щоб відвідати сім планет, має дати їй навички, необхідні для її королівської долі.

## Аналіз
Роман належить до жанру «роман виховання». У ньому героїня мандрує Сонячною системою і відкриває людей, які демонструють різні недоліки людства: легковажність, смак до війни, потяг до грошей або культ науки. На Сатурні вона відкриває ідеальне, працьовите та турботливе суспільство.
Керуючись феміністичними ідеями, авторка жалкує про жіноче невігластво, яке лежить в основі упокорення жінок у суспільстві. Вона описує егалітарне суспільство, створене на Венері, де освіта жінок дозволяла їм займати всі державні посади.
Наприкінці подорожі Моніме, яка виросла завдяки своєму досвіду та мудрості, вирішує повернутися на Землю, щоб повернути трон батька. Так Марі-Анн Робер демонструє, що жінки абсолютно рівні з чоловіками у здатності досягати значних результатів своєю волею та відвагою, всупереч переконанням сучасних мислителів. Емансипація жінок перестає бути незрозумілою ідеєю, яка викликає почуття провини, а скоріше силою, яка має привести до утопічного суспільства.